# Goedaoeta (district)
Goedaoeta district (Abchazisch: Гәдоуҭа араион, Gwdouta araion; Georgisch: გუდაუთის რაიონი, Goedaoetis raioni; Russisch: Гудаутский район, Goedaoetski rajon) is een district in het noordwesten van Georgië, gelegen in feitelijk afgescheiden autonome republiek Abchazië. Het district heeft een oppervlakte van 1.490 km² en kent 38.799 inwoners (2022). Het bestuurlijk centrum is de stad Goedaoeta. 
Het district kende verschillende datsja's van leiders van de Sovjet-Unie, waaronder bij het Ritsameer en in Nieuw Athos, dat onder de naam Anakopia de hoofdstad van koninkrijk Abchazië was. De grot van Nieuw Athos is een van de grootste ter wereld.

## Geografie

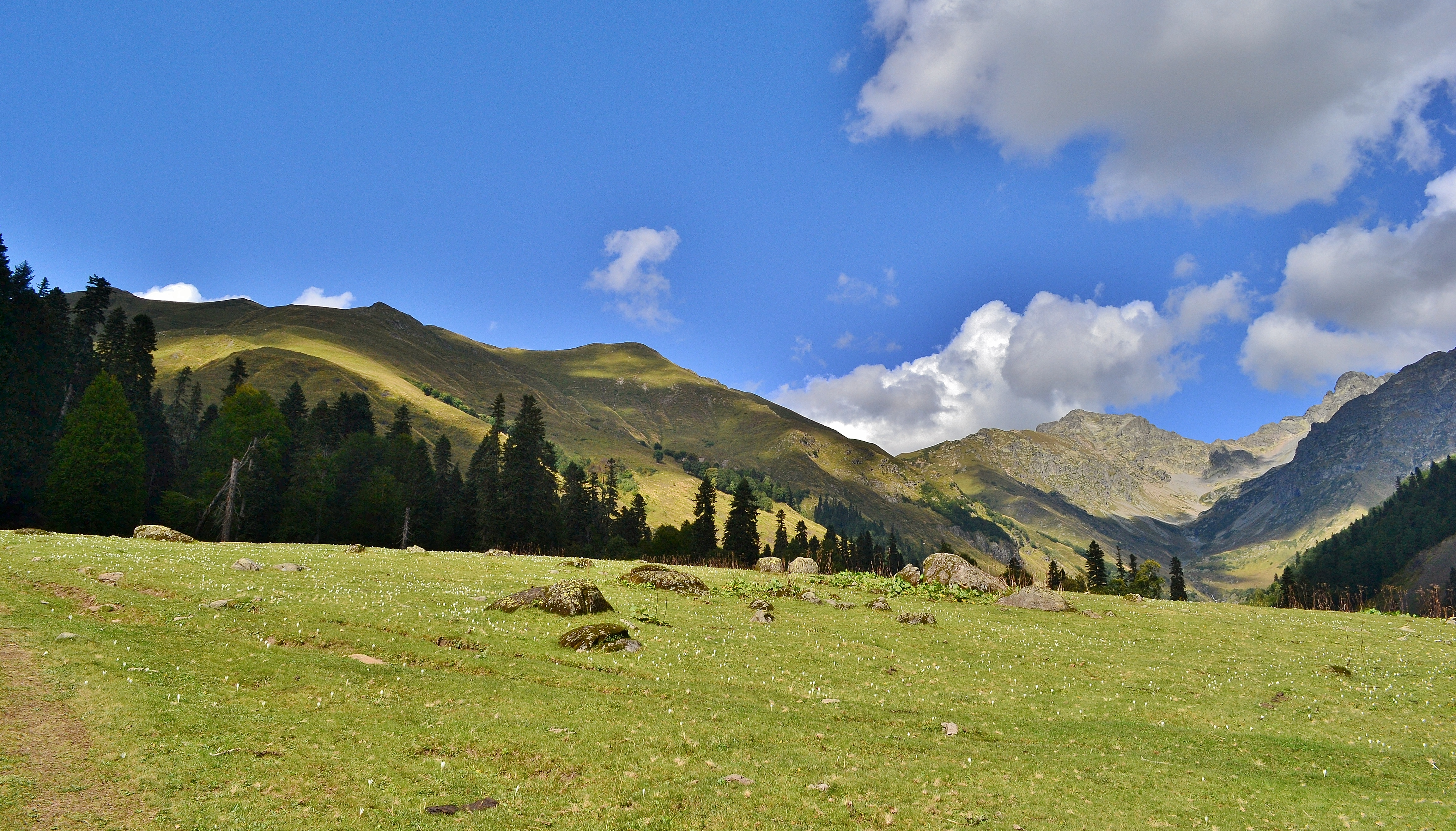
De bergweides bij klimatologisch kuuroord Avadhara, met zicht op de Grote Kaukasus

Goedaoeta grenst in het westen aan Gagra, in het oosten aan Soechoemi en in het noorden aan Rusland, welke grens door de waterscheiding van de Grote Kaukasus wordt gevormd. In het zuiden ligt de Zwarte Zee]. Het district heeft een oppervlakte van 1.490,2 km².

### Bzipigebergte
Het Bzipigebergte ligt in oost-westelijke richting door het midden van het district Goedaoeta en scheidt het noorden en zuiden van het district. De berg Kvansja is met 2652 meter boven zeeniveau de hoogste top van het westelijke cluster van dit gebergte. Dit gebergte omsluit met het westelijk gelegen Gagragebergte het Bzipi-rivierbekken. De gebergtes ontmoeten elkaar bij de westelijke districtsgrens, waar de rivier Bzipi de uitlaat heeft naar de Zwarte Zee en de enige toegangsweg naar het achterland door de rivierkloof loopt. 

### Ritsameer

Het Ritsameer is een van de grootste Abchazische attracties

In het noorden van het district ligt het op 900 meter hoogte gelegen Ritsameer, met meer dan 100 meter het diepste meer in de Kaukasus, dat ontstaan is door rotslawines. Het meer is sinds de Sovjetoverheersing een belangrijke toeristische attractie en wordt gevoed door meerdere stromen vanaf de hoofdkam van de Grote Kaukasus. Via de Ioepsjara vloeit het meer af naar de Bzipi.

### Kalksteenformaties

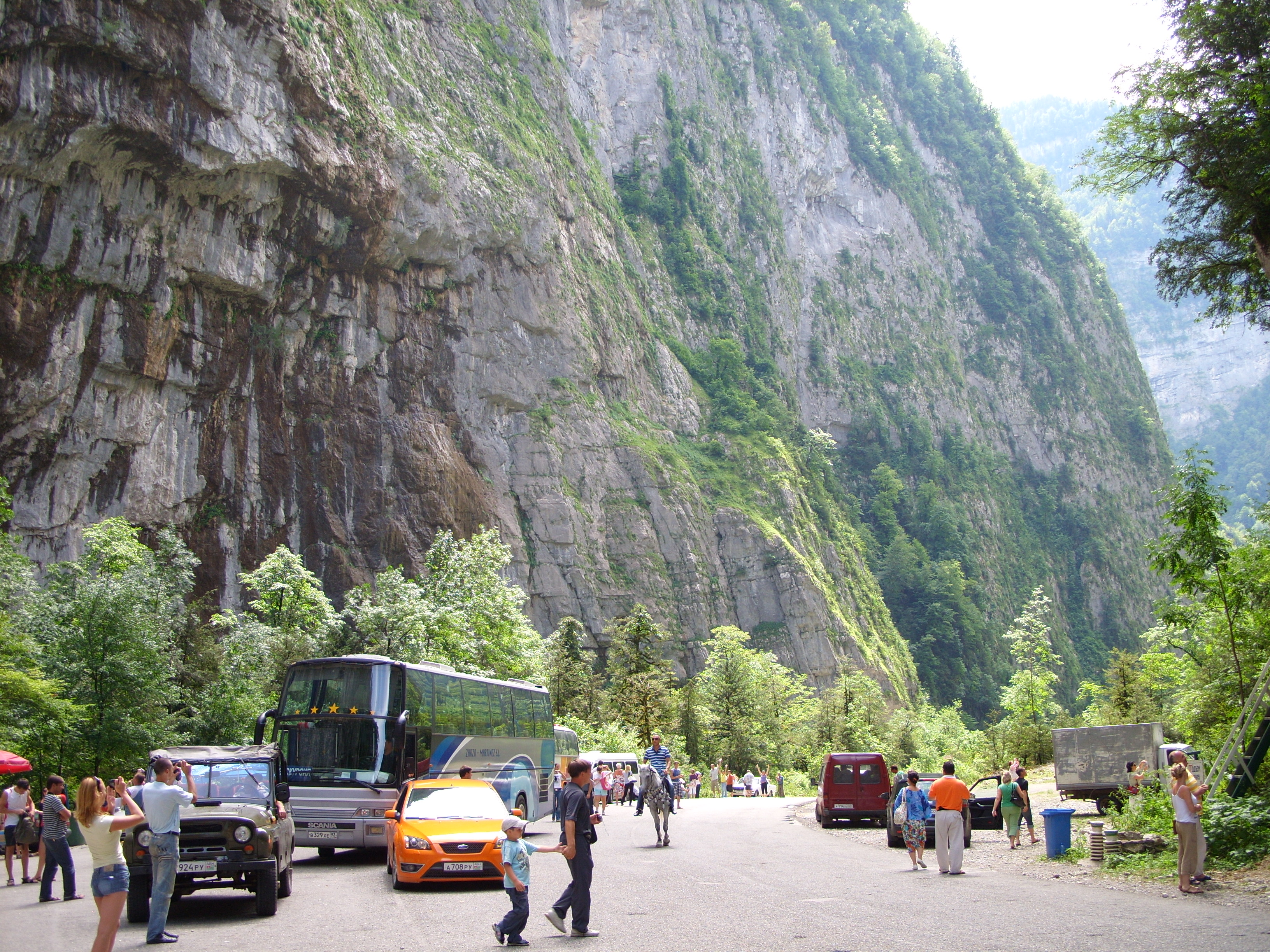
In het gebied zijn grote karstformaties aanwezig. Dit is de kloof van de Ioepsjara in de route naar het Ritsameer

De gebergtes in het district bestaan voor het grootste deel uit kalksteen. Het westelijke deel van het Bzipigebergte, het deel dat in Goedaoeta ligt, kent met een oopervlakte van ongeveer 560 km² een van de grootste en hoogste karstformaties ter wereld. Hier zijn ook diepe verticale grotten te vinden, waarvan de diepste tot 1.753 meter onder het grondoppervlak reikt. 
Het Atsjibachi (Richva) kalksteenmassief in het noorden van het district, dat het Ritsameer van de Bzipirivier scheidt kent verschillende diepe kloven. Het massief, dat een aftakking is van de hoofdkam van de Grote Kaukasus, kent een hoogste top van 2378 meter. De hoogste berg in het district is de 3.256 hoge Agepsta in het Atsetoekagebergte, in het noordwestelijke puntje op de grens van Rusland en het district Gagra, boven van het Ritsameer.

### Beschermde natuurgebieden
Goedaoeta kent een tweetal Georgische beschermde natuurgebieden. Het Ritsa strikt natuurreservaat beslaat het noordelijke deel van het district rond het Ritsameer en de rivieren Ioepsjara en Lasjipse en heeft een oppervlakte van 139 km². Het werd in 1957 opgericht om het Ritsameer en de relictbossen eromheen te beschermen. Het kleinere Bitsjvinta-Mioeseri natuurreservaat, opgericht in 1966, ligt verspreid rond de grens van de Goegaoeta en Gagra districten bij Bitsjvinta (Pitsoenda) en in de Kolchetiheuvels langs de Zwarte Zee, ter bescherming van relictbossen.

## Demografie
Op 1 januari 2022 telde het district Goedaoeta 38.626 inwoners, een stijging 5,0% in een lineair verloop ten opzichte van de volkstelling van 2011. In de jaren 1990 nam de bevolking van het district sterk af door het Georgisch-Abchazisch conflict en het uiteenvallen van de Sovjet-Unie.
| District Goedaoeta | 30.800 | 40.065 | 53.468 | 60.139 | 55.247 | 57.334 | 34.869 | 36.775 | 38.626 |  |  |  |  |  |
| |        |        |        |        |        |        |        |        |        |  |  |  |  |  |
| Goedaoeta | 3.536  | 7.056  | 13.019 | 13.241 | 14.164 | 15.264 | 7.738  | 8.514  | 8.752  |  |  |  |  |  |
| Nieuw Athos | 1.657  | 3.012  | 3.597  | 3.989  | 3.346  | 4.310  | 1.308  | 1.518  | 1.519  |  |  |  |  |  |
| Verantwoording data: 1926-1989, volkstellingen 2003 en 2011, jaaropgave 1 januari 2022. Noot: De Abchazische cijfers vanaf 1994 worden niet erkend door Georgië. |        |        |        |        |        |        |        |        |        |  |  |  |  |  |

### Etniciteit
Anno 2022 bestond de bevolking van Goedaoeta voor het grootste deel uit Abchaziërs (82,9%), gevolgd door Armeniërs (9,8%), Russen (5,0%) en Georgiërs (1,3%). Goedaoeta kende vanaf de oprichting van het district een Abchazische meerderheid en werd niet erg geraakt door de bevolkingspolitiek van Lavrenti Beria, die Mingreliërs naar Abchazië verhuisde. Goedaoeta had in 1989 als enige Abchazische district een Abchazische meerderheid. Tijdens het uiteenvallen van de Sovjet-Unie emigreerden de Russen en door het Georgisch-Abchazisch conflict en de etnische zuiveringen als gevolg daarvan bleef er weinig over van de Georgische gemeenschap.
| Abchaziërs                                                                 | 57,9% | 48,6% | 43,9% | 47,2% | 50,1% | 53,1% | 78,8% | 81,9% | 82,9% |
| Armeniërs                                                                  | 18,8% | 18,3% | 17,8% | 17,0% | 17,0% | 15,4% | 11,9% | 10,0% | 9,8%  |
| Georgiërs                                                                  | 4,5%  | 4,2%  | 11,6% | 11,7% | 12,6% | 13,4% | 1,8%  | 1,4%  | 1,3%  |
| Russen                                                                     | 7,9%  | 17,4% | 20,9% | 18,5% | 15,6% | 13,5% | 5,9%  | 5,0%  | 5,0%  |
| Verantwoording data: Ethno Kavkaz, Abchazisch Staatscomité voor Statistiek |       |       |       |       |       |       |       |       |       |

## Administratieve onderverdeling

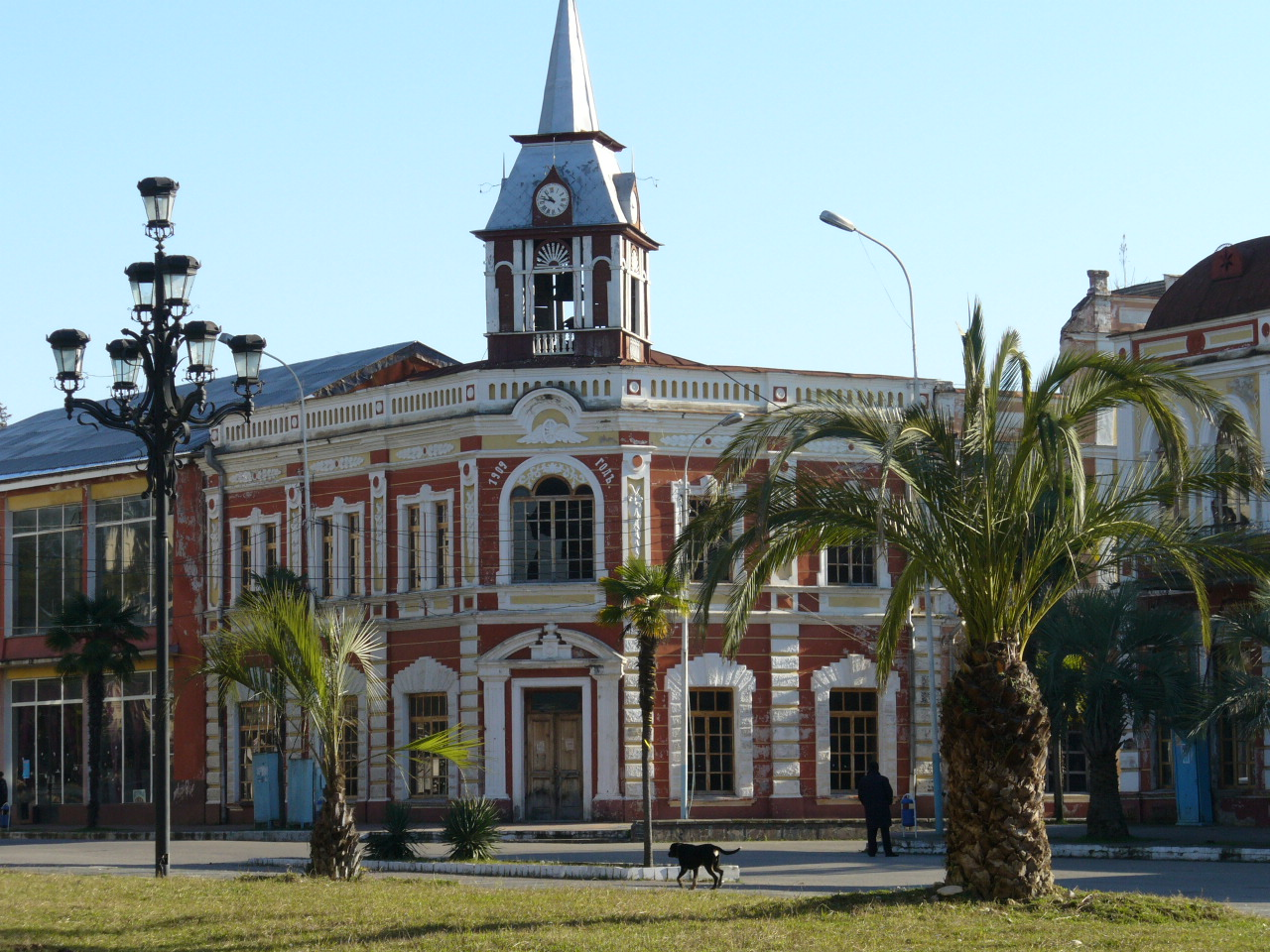
Goedaoeta is het bestuurlijk centrum

Het district Goedaoeta is administratief onderverdeeld in 20 dorpsbesturen (Администрации сел, Administratsii sel) met in totaal 109 nederzettingen. Daarnaast is er een 'nederzetting met stedelijk karakter' (Поселки городского типа, Poselki gorodskogo tipa) en zijn er twee steden (Город, Gorod).
- steden: Goedaoeta en Nieuw Athos;
- nederzetting met stedelijk karakter: Mioesera;
- dorpen: onder andere Lichni en Avadhara.

## Bezienswaardigheden

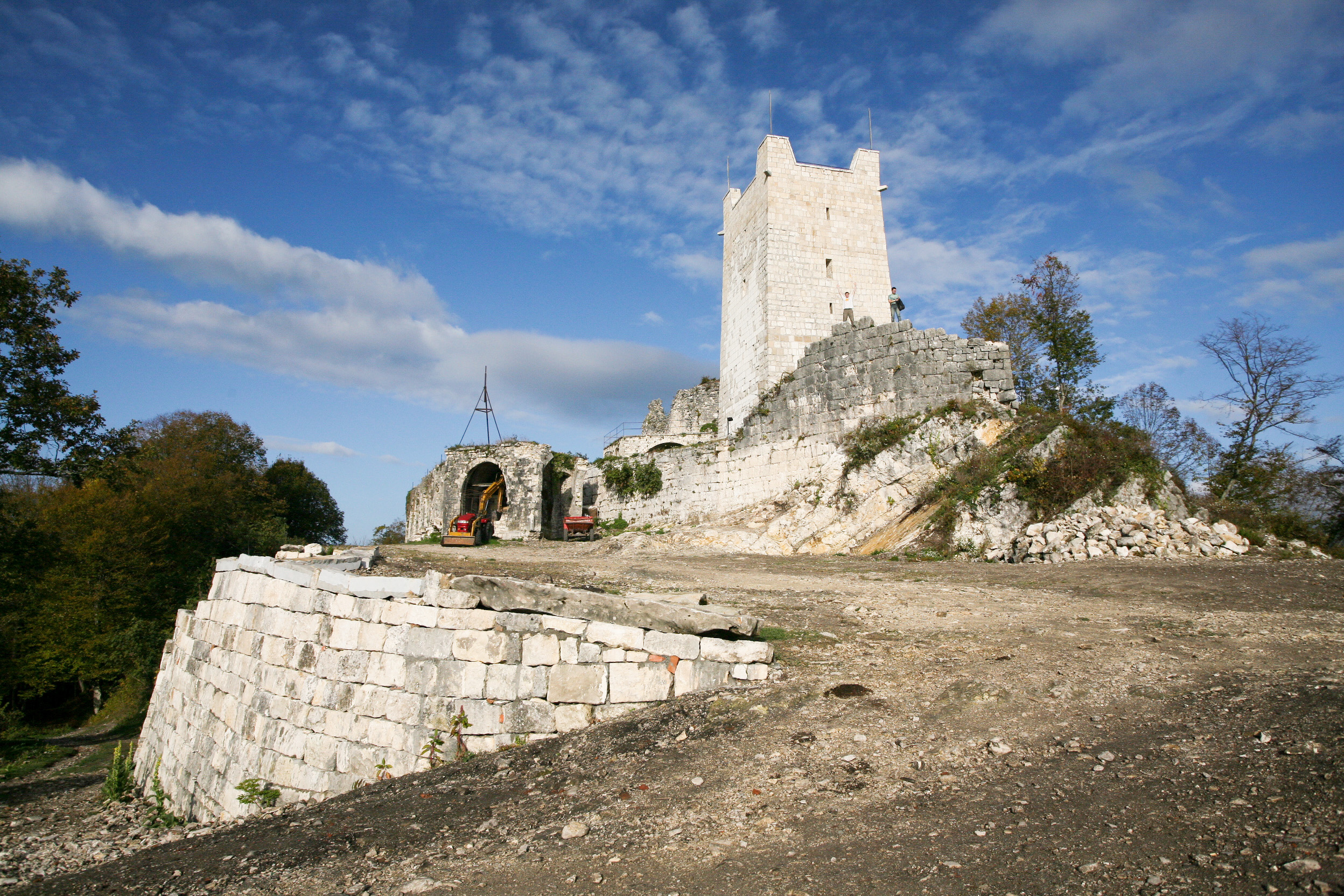
Anakopiafort in Nieuw Athos

Goedaoeta was een centrum van het middeleeuwse Abchazische koninkrijk, waar tal van restanten van zichtbaar zijn in het Kolcheti-heuvelland langs de Zwarte Zeekust. Nieuw Athos is de grootste toeristische trekpleister.
- Anakopiafort in Nieuw Athos, een militaire citadel uit de 8e eeuw. Het fort is het oudste intact gebleven gebouw van de hoofdstad Anakopia van het Abchazische koninkrijk.
- Datsja van Sovjetleiders Stalin en Brezjnev in Nieuw Athos. Chroesjtsjov liet een aparte datsja bouwen op hetzelfde terrein.[13]
- Klooster van Nieuw Athos, groot kloostercomplex uit 1875 dat gebruikt wordt door de Abchazisch-Orthodoxe Kerk.
- Grot van Nieuw Athos, een van de grootste grotten ter wereld.
- Ritsameer, het bekendste en grootste meer van Abchazië, bereikbaar via Gagra. Aan het meer hadden Stalin en Brezjnev een datsja. Het omliggende gebied is onderdeel van het Ritsa strikt natuurreservaat
- Ambarakerk in Mioesera, een bijzonder kerkgebouw overgroeid met planten, gebouwd vanaf de 10e eeuw.[14]
- In Lichni de kerk van de Maagd Maria uit de 10e eeuw en daarnaast de ruïnes van het paleis van de Sjervasjidze prinsen, die het Vorstendom Abchazië leidden.[15]

## Vervoer
De belangrijkste en tevens enige doorgaande weg door het district is de Georgische S1 / E97, de belangrijkste hoofdroute in Georgië. De weg verbindt Goedaoeta langs de Zwarte Zeekust met de belangrijkste plaatsen van Abchazië, via hoofdstad Soechoemi naar Gali en centraal Georgië. In noordwestelijke richting voert de weg via Gagra naar Leselidze, waar de enige grensovergang van Abchazië met Rusland is. Langs de kust van Goedaoeta loopt sinds de jaren 1940 de Sotsji - Soechoemi spoorlijn.
De belangrijkste regionale weg door de gemeente is de nationale route Sh11. Deze voert vanaf Bzipi in het district Gagra langs de Bzipi-rivier door het Ritsa natuurreservaat naar het bekende Ritsameer diep in bergen van Goedaoeta. Deze weg, die in de jaren 1930 werd gebouwd, gaat vanaf het Ritsameer verder en eindigt op ruim 1600 meter boven zeeniveau bij het klimatologische kuuroord Avadhara, enkele kilometers van de grens met Rusland. De nationale route Sh190 verbindt vanaf Goedaoeta via Lichni dorpen in het Kolcheti-heuvelland met elkaar. 